# The Style Council
The Style Council (в переводе с английского — «стильный совет» или "совет стиляг") — британская рок-группа, существовавшая с 1983 по 1989 год.

## Состав
- Пол Уэллер — бывший вокалист/гитарист рок-группы The Jam
- Мик Талбот — клавишник
- Стив Уайт — ударник
- Ди Си Ли (Dee C. Lee, настоящее имя Дайан Кэтрин Сили, (англ. Diane Catherine Sealy) — вокалистка

## Карьера
Группа известна смешением множества стилей — от поп-музыки до практически стопроцентного рока. Также просматривается политический или жесткий социальный подтекст во многих песнях. Пожалуй, наиболее успешный альбом из всех выпущенных — «Our Favourite Shop» 1985 года. Самые известные песни коллектива The Style Council — синти-поп баллада «Long Hot Summer» (1983), джазовая композиция, написанная под вокал Tracey Thorn «The Paris Match», и незамысловатая по инструментальной части, но глубоко социальная песня «Shout To The Top».
Группа распалась в 1989 году. Последние альбомы: Modernism: A New Decade (Дип-хаус стиль) и Confessions Of A Pop-Group (в традициях поп-музыки и джаза), несмотря на свою уникальность, оригинальность, оказались наименее популярными в творчестве группы.

## Дискография

### Студийные альбомы
- 1983 Introducing the Style Council (Polygram);
- 1984 Cafe Bleu (Polygram);
- 1985 Our Favourite Shop (Polygram);
- 1987 Cost of Loving (Polygram);
- 1988 Confessions of a Pop Group (Polygram);
- 1988 Modernism: A New Decade (Polygram).

### Сборники
- The Singular Adventures of The Style Council - Greatest Hits Vol.1 (1989)
- Headstart For Happiness (1991)
- Here's Some That Got Away (1993)
- The Style Council Collection (1996)
- Master Series (1997)
- The Complete Adventures of The Style Council (5-CD бокст-сет) (1998)
- Classic Style Council - The Universal Masters Collection (1999)
- Greatest Hits (2000)
- The Collection (2001)
- The Best Of The Style Council - Superstar Collection (2001)
- Cafe Blue - The Style Council Cafe Best (2002)
- The Best Of The Style Council - The Millennium Collection (20th Century Masters) (2003)
- The Sound Of The Style Council (2003)
- The Ultimate Collection (3 CD) (2004)
- Gold (2 CD) (2006)
- Sweet Loving Ways - The Style Council Collection (2 CD) (2007)

### Прочее
- 1984 My Ever Changing Moods (Geffen) (USA issue);
- 1985 Internationalists (Geffen) (USA issue);
- 1986 Home & Abroad [live] (Polygram);